# 岸辺福雄
岸辺 福雄（きしべ ふくお、1873年2月14日 - 1958年9月9日）は、幼児教育家、口演童話家。号は福叟(ふくそう)。姓は正しくは「岸邊」。

## 経歴
旧池田藩の藩医佐藤秀林の次男として鳥取県岩井郡大岩村（現・岩美郡岩美町）に生まれる。旧制の兵庫県御影師範（後の兵庫師範学校）を卒業後、兵庫県の小学校の教師時代に京都府久美浜町の岸邊かよと結婚、岸邊姓を名乗る。小学校教師をつとめた後、上京。1902年（明治35年）、青山師範学校講師、1903年(明治36年)、牛込納戸町に東京都第一号の私立幼稚園、東洋幼稚園を設立。園長となる。1910年、神田北神保町に園舎を新築移転。同地に東洋家政女学校を開校。1927年、娘のため分園として、代々木上原に岸辺幼稚園を開設するが、二つの幼稚園を合わせると、在職年数は50年になったという。
また大正期に児童芸術運動を始め、1921年には北原白秋、山本鼎らと『芸術自由教育』を創刊。1944年（昭和19年）、戦争のため、東洋幼稚園、東洋家政女学校は校舎が徴用され廃園。岸辺幼稚園は、命令により休園になる。空襲が激しくなり、東洋幼稚園の園舎を売払、休園状態の岸辺幼稚園のみとなるが、のち1948年(昭和23年)、長男、泰雄により岸辺幼稚園は再開、今に至る。1958年（昭和33年）肺炎のため死去、享年86歳。墓所は多磨霊園。現在の四代目園長、中島茂子は岸辺福雄の孫にあたる。

## 口演童話
東洋幼稚園の開園以降、口演童話(ストーリー・テリング)に関心をもち、「お伽噺」の生みの親巌谷小波、「日本のアンデルセン」と言われた久留島武彦と並んで口演童話の三羽烏(がらす)と称せられた。英語で言うストーリー・テリングよりも素話の話し芸的な要素が強く、「口で演じる子どものお話」とも説明される。昔話を語るだけでなく、民話、昔話を再生し児童文化の一世を風靡した。岸辺は、早くから口演童話を子どもたちに語り、遊戯指導の研究に取り組み、佐藤福雄名義で『実験新遊戯』(1899年、成美堂)、『遊戯的教授法』(1902年、宝文館)など、この分野での先駆的な著書を刊行している他、1932年（昭和7年）、宮中に招かれ宮様方の前で『桃太郎』や『花咲か爺』などのお話をしたことでも知られる。喃々会(なんなんかい)をつくって口演童話を指導し、大正末期よりは絵雑誌『コドモノクニ』(1922年1月1日から1944年3月1日まで東京社刊行の児童雑誌、童謡、童画の普及で知られる)の編集顧問も務める。

## 社会的活動
1929年、神田区（現・千代田区）から立候補して、東京市議会(現・東京都議会)議員に当選。からだの不自由な児童のための都立光明養護学校の新設に力を尽くした。

## 著書
- 『岸辺福叟名話集』1942年、東洋図書
- 『お伽噺(とぎばなし)仕方の理論と実際』1909年、明治の家庭社、(復刻叢書日本の児童文学理論 ; 第1期)1987年、久山社
- 内山憲尚編『日本口演童話史』1972年・文化書房博文社）

## 参考資料
- 澤田真弓「岸辺福雄の遊戯を基盤とした教育」2011年、教育新世界、世界新教育学会 編 36(1) (通号 59) 2011 p.52～60
- 田中貴子「幼児期における「お話」に関する研究- 岸邊福雄の幼稚園実践」兵庫教育大学研究紀要、第1分冊、兵庫教育大学研究紀要委員会 編 (通号 20) 2000 p.149～159